# Gian Francesco Daina

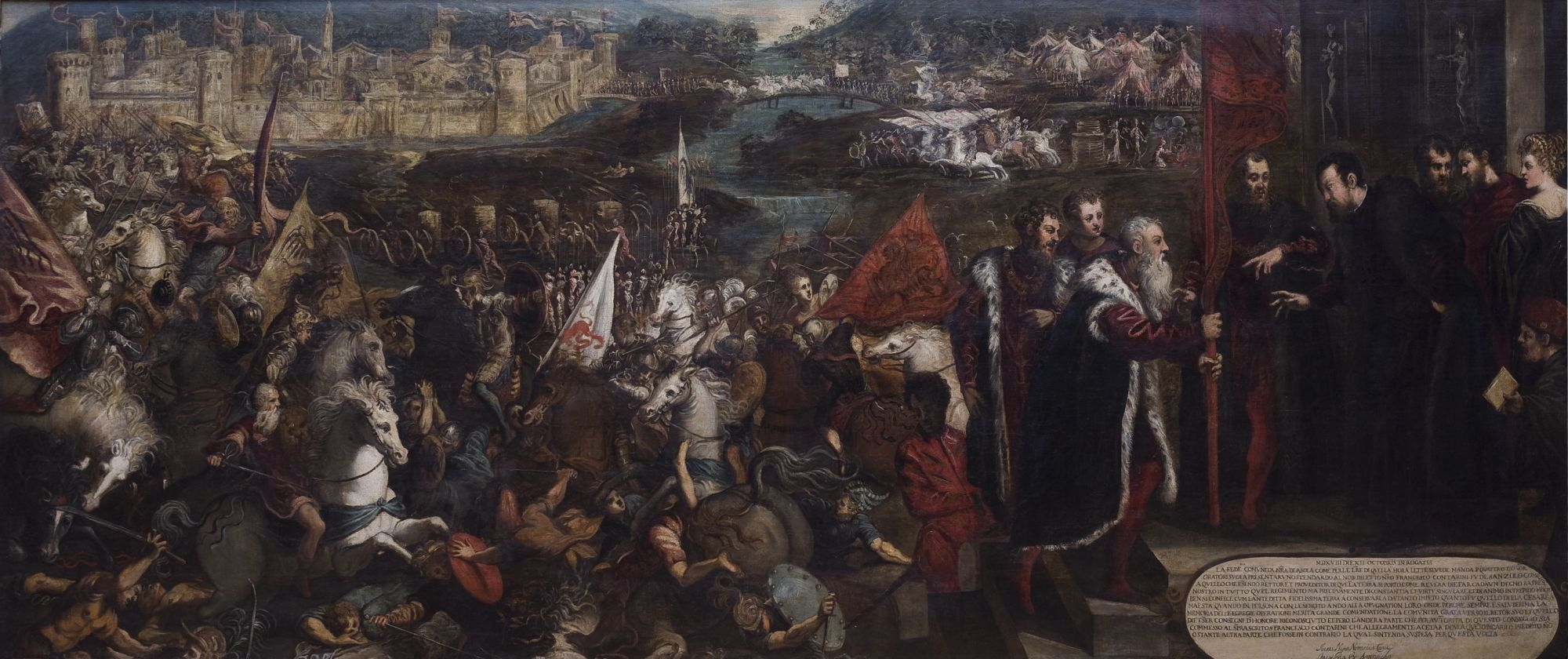
Tintoretto, Assedio di Asola, 1544-1545.

Gian Francesco Daina, noto anche come Rizino d'Asola (Asola, 1480 circa – Ghedi, 30 novembre 1522), è stato un condottiero italiano.

## Biografia
Gian Francesco Daina detto "Riccino" nacque ad Asola verso il 1480. Fu educato all'arte delle armi e nel 1500 esordì come cavaliere al servizio della Repubblica di Venezia in Romagna.
Partecipò a diverse imprese militari, tra le quali la Battaglia di Agnadello del 1509 e la difesa di Padova agli ordini di Bartolomeo d'Alviano. Alla discesa in Italia dell'imperatore Massimiliano I, che nel marzo 1516 mosse il suo esercito di 20.000 uomini da Carpenedolo alla volta di Asola, Riccino chiese ed ottenne dai veneziani di accorrere in difesa del paese natale, alla testa di cento lance e coadiuvato dal condottiero Antonio Martinengo di Padernello (1493-1528). Milizie e abitanti, agli ordini del nobile provveditore veneziano Francesco Contarini, tennero testa all'assedio degli imperiali dal 16 al 19 marzo, giorno in cui Massimiliano I dovette desistere ritirandosi verso Soncino. Riccino fu premiato dalla Serenissima per il suo ardore e venne nominato colonnello. Le fasi della battaglia furono immortalate in un celebre dipinto del Tintoretto, Assedio di Asola, datato 1544-1545.
Riccino si distinse successivamente come combattente in Veneto e Lombardia sino al 1522, quando, il 30 novembre, venne pugnalato nelle campagne di Ghedi, forse per ordine dei Gonzaga, marchesi di Mantova, che ambivano alla conquista di Asola per ampliare il loro Stato. Fu sepolto nella chiesa di Sant'Andrea di Asola.